# Nina Simone
Nina Simone, pseudonimo di Eunice Kathleen Waymon (Tryon, 21 febbraio 1933 – Carry-le-Rouet, 21 aprile 2003), è stata una cantante, pianista, scrittrice e attivista per i diritti civili statunitense.
È stata soprattutto interprete di jazz, anche se la sua formazione era incentrata sulla musica classica e il suo stile variava fra diversi generi musicali, come soul, blues, folk, gospel e jazz.
La rivista Rolling Stone l'ha posizionata al 29º posto nella lista dei 100 migliori cantanti di tutti i tempi.

## Biografia

### Infanzia e formazione
Nativa della Carolina del Nord, sesta di otto fratelli in una famiglia molto povera e religiosa, fin da bambina rivela un grande talento per la musica, che la porta a suonare e cantare in chiesa con le due sorelle, con il nome di "Waymon Sisters", ma il pregiudizio razziale del profondo Sud che conosce a 12 anni, durante un'esibizione negli anni quaranta, la condizionerà per molto tempo.
Sin dall'età di 3 anni prende lezioni di piano, pagate dalla comunità nera locale che promuove una fondazione per consentirle di proseguire gli studi musicali a New York. Nei primi anni cinquanta lavora come pianista-cantante in vari club, ispirandosi a Billie Holiday; si orienta verso il jazz, cambia il suo nome in Nina Simone (Nina dallo spagnolo "niña", "piccola" soprannome datole dal fidanzato, e Simone in onore dell'attrice Simone Signoret, di cui era ammiratrice) ed esegue I Loves You, Porgy, cover di un brano di George Gershwin (da Porgy and Bess) che vince il Grammy Hall of Fame Award 2000.

### Primi successi
Il suo album di debutto, datato 1959, comprende I Loves You, Porgy e My Baby Just Cares for Me. Nel 1960 il singolo Ain't Got No, I Got Life raggiunse la seconda posizione nel Regno Unito, la prima nei Paesi Bassi per sei settimane e la decima nelle Fiandre in Belgio.

### Il successo mondiale
Lavora per parecchie case discografiche mentre, a partire dal 1963, inizia a lavorare stabilmente con la Philips. È in questo periodo che registra alcune delle sue canzoni più incisive, come Old Jim Crow e Mississippi Goddam, che diventano veri e propri inni per i diritti civili. È amica e alleata di Malcolm X e di Martin Luther King. Nel 1969 il suo singolo To Love Somebody raggiunge la quinta posizione nel Regno Unito.
Lascia gli Stati Uniti verso la fine degli anni sessanta, accusando sia l'FBI che la CIA di scarso interesse nel risolvere il problema del razzismo. Negli anni successivi gira il mondo, vivendo a Barbados, in Liberia, in Egitto, in Turchia, nei Paesi Bassi e in Svizzera. In seguito al polemico abbandono degli Stati Uniti, i suoi album vengono pubblicati solo di rado. Nel 1974 abbandona per qualche anno la discografia lasciando poche notizie di sé. Ritorna nel 1978 con l'album Baltimore, che prende il titolo da un brano di Randy Newman. Si eclissa di nuovo fino agli anni ottanta.

### Ultimi anni
Dopo che Chanel usa negli anni ottanta la sua My Baby Just Cares For Me per una pubblicità televisiva, molti riscoprono la sua musica e Simone diventa un'icona del jazz. Nel 1987 My Baby Just Cares For Me (brano di quasi trent'anni prima) entra prepotentemente nelle classifiche inglesi, olandesi, svizzere, austriache e francesi. Si moltiplicano antologie e ristampe dei suoi dischi. Dopo i successi ottenuti negli anni ottanta torna con un nuovo album, Nina's Back, del 1989, seguito da Live & Kickin, live registrato qualche anno prima a San Francisco.

## Vita privata
Simone si è sposata due volte e nel 1962 ha avuto una figlia, Lisa Celeste Stroud, cantante nota con il nome d'arte Lisa Simone. Nina Simone ha vissuto una vita sentimentale difficile e travagliata: ha avuto rapporti difficili con uomini potenti e violenti, ed è risaputo che il marito manager la picchiasse; una volta addirittura la Simone ha raccontato che Stroud le avesse puntato una pistola in testa, legata al letto e violentata. Da lui ha poi divorziato nel 1968, forse dopo aver assistito in TV all'assassinio di Martin Luther King.
Ha avuto una relazione con Errol Barrow, primo ministro di Barbados.
Infine, nel 1980 il suo amante C.C. Dennis, importante politico locale, venne ucciso da un criminale.

## Morte
Nina Simone è morta il 21 aprile 2003 nella sua casa a Carry-le-Rouet per un tumore al seno all'età di 70 anni. Secondo le sue volontà, fu cremata e le sue ceneri sono state sparse in vari luoghi dell'Africa, terra d'origine dei suoi antenati.

## Impegno per i diritti civili
Cresciuta in una cittadina e un ambiente in cui la segregazione delle persone afroamericane è un elemento scontato ma non particolarmente accentuato, con l'età adulta si avvicina al movimento per i diritti civili e al femminismo, specie a partire dal 1963, a seguito di eventi come l'uccisione dell'attivista nero Medgar Evers e il celebre discorso di Martin Luther King I Have a Dream. La nuova consapevolezza che ne consegue le fa dare una nuova lettura della sua stessa carriera, convincendola di non essere diventata una pianista classica di successo a causa della sua identità di donna afroamericana
. La sua posizione di attivista si avvicina a quella di Malcolm X e del Black Power più che a quella del non-violento Martin Luther King, ed è influenzata dall'amicizia con la drammaturga e attivista Lorraine Hansberry e altre personalità del movimento per i diritti dei neri negli Stati Uniti.
Diverse canzoni testimoniano di questo impegno, a partire da Mississippi Goddam, scritta per reazione all'omicidio di quattro ragazze in un attentato dinamitardo a sfondo razziale presso Birmingham, eseguita in pubblico la prima volta alla Carnegie Hall nel 1964 e il cui linguaggio esplicito di protesta le vale il fatto di non essere trasmessa da diverse stazioni radio. L'interpretazione di Pirate Jenny, canzone tratta da L'opera da tre soldi di Bertolt Brecht e registrata per la prima volta per l'album In Concert, fa della sguattera protagonista del racconto l'evidente metafora di una donna che invita alla rappresaglia contro il razzismo. In Four Women, Simone esprime nel ritratto di quattro donne afroamericane il conflitto interiore a cui la donna nera è soggetta nella società

## Discografia

### Album in studio
- 1959 – Little Girl Blue
- 1959 – Nina Simone and Her Friends
- 1959 – The Amazing Nina Simone
- 1961 – Forbidden Fruit
- 1962 – Nina Simone Sings Ellington!
- 1964 – Broadway-Blues-Ballads
- 1965 – I Put a Spell on You
- 1965 – Pastel Blues
- 1966 – Nina Simone with Strings
- 1966 – Let It All Out
- 1966 – Wild Is the Wind
- 1967 – High Priestess of Soul
- 1967 – Nina Simone Sings the Blues
- 1967 – Silk & Soul
- 1969 – Nina Simone and Piano!
- 1969 – To Love Somebody
- 1971 – Here Comes the Sun
- 1972 – Emergency Ward!
- 1978 – Baltimore
- 1982 – Fodder on My Wings
- 1985 – Nina's Back
- 1993 – A Single Woman

### Album dal vivo
- 1959 – Nina Simone at Town Hall
- 1960 – Nina Simone at Newport
- 1962 – Nina at the Village Gate
- 1963 – Nina Simone at Carnegie Hall
- 1964 – Folksy Nina
- 1964 – Nina Simone in Concert
- 1968 – 'Nuff Said!
- 1970 – Black Gold
- 1974 – It Is Finished
- 1987 – Live & Kickin
- 1987 – Let It Be Me

### Raccolte
- 1963 – Nina's Choice

## Citazioni
David Bowie chiude il suo album del 1976, Station to Station, con una cover di Wild is the Wind, essendo rimasto colpito dall'interpretazione di Nina Simone dello stesso brano.
Il personaggio principale del film del 1993 Nome in codice: Nina (versione statunitense del film di Luc Besson, Nikita) è una grande ammiratrice di Nina Simone, dalla quale appunto prende ispirazione per il nome in codice. Durante il film si possono ascoltare alcune delle sue canzoni, fra cui Here Comes the Sun, I Want a Little Sugar in My Bowl, Feeling Good, Wild Is the Wind e Black Is the Color of My True Love's Hair.
Nella scena finale del film Before Sunset di Richard Linklater la protagonista Céline (Julie Delpy) imita le movenze di Nina Simone sulle note di Just in Time, mentre nella scena finale del film Gioco a due il brano musicale che viene usato è intitolato Sinner Man, cantato da Nina Simone. Sinner Man è inoltre la colonna sonora dei titoli di coda di Inland Empire di David Lynch e del film Cellular di David R. Ellis. È stato utilizzato inoltre in vari telefilm (tra cui Sherlock, Chuck, Person of Interest e Scrubs - Medici ai primi ferri). Viene anche cantata e suonata al piano da Lucifer (Tom Ellis) nella puntata 5 della prima stagione del telefilm omonimo.
Una versione dance-remix del brano Sinner Man è parte della colonna sonora del film Miami Vice (2006).
Compare indirettamente anche durante una scena di Ogni maledetta domenica con la canzone Don't explain.
Feeling Good (reinterpretata nel 2001 dai Muse) è ascoltabile in Quasi amici - Intouchables nella scena dei due protagonisti intenti a praticare parapendio.
Viene citata nel documentario direct-to-video Life Is But a Dream di Beyoncé.
Lana Del Rey, grande fan di Nina Simone, la omaggia negli album Ultraviolence e Honeymoon, rispettivamente con le cover di The Other Woman e Don't Let Me Be Misunderstood.
Nel 2016 viene distribuito Nina, film biografico sulla vita di Simone, interpretata da Zoe Saldana.
La canzone Stars viene utilizzata come colonna sonora della scena finale della terza stagione della serie animata BoJack Horseman.
Nina Simone è stata menzionata, nel corso degli anni, all'interno del testo in diverse canzoni: 
- Nina cried power di Hozier, con il featuring di Mavis Staples, si tratta inoltre di una canzone nella quale vengono citati numerosi attivisti per i diritti civili[12];
- God Bless Our Dead Marines del gruppo A Silver Mt. Zion;
- Ordinary Man di Mika (dell'album No Place in Heaven);
- Ready Or Not del gruppo Fugees;
- Andromeda di Elodie, canzone in gara al Festival di Sanremo 2020;
- Ain't Got No, I Got Life è colonna sonora del film Hair del 1979 diretto da Milos Forman, e del film del 2017 50 primavere diretto da Blandine Lenoir;
- Break My Soul di Beyoncé, nel remix con Madonna.

Maria Chiara Fraschetta ha coniato il suo nome d'arte, Nina Zilli, dal nome di Nina Simone, sua cantante preferita.
Alcuni dei suoi dialoghi vengono inseriti nel documentario Homecoming di Beyoncé.
Nel 2015 esce su Netflix un documentario intitolato What Happened, Miss Simone?.